# 卡穆尼亚斯
卡穆尼亚斯，是西班牙卡斯蒂利亚-拉曼恰托莱多省的一个市镇。总面积102平方公里，总人口1731人（2001年），人口密度17人/平方公里。